# Tour de Taïwan 2015
La 13e édition du Tour de Taïwan a eu lieu du 22 au 26 mars 2015. La course fait partie du calendrier UCI Asia Tour 2015 en catégorie 2.1.
Elle a été remportée par l'Iranien Samad Poor Seiedi (Tabriz Petrochemical), vainqueur de la quatrième étape, respectivement trente et quarante-six secondes devant ses compatriotes, tous les deux coéquipiers, Hossein Askari et Rahim Ememi (Pishgaman Giant).
Poor Seiedi remporte le classement de la montagne et celui du meilleur coureur asiatique tandis que le Néo-Zélandais Patrick Bevin (Avanti Racing), lauréat de la deuxième étape, remporte le classement par points. La formation iranienne Pishgaman Giant gagne quant à elle le classement de la meilleure équipe.

## Présentation

### Équipes
Classé en catégorie 2.1 de l'UCI Asia Tour, le Tour de Taïwan est par conséquent ouvert aux WorldTeams dans la limite de 50 % des équipes participantes, aux équipes continentales professionnelles, aux équipes continentales et aux équipes nationales.
Vingt-deux équipes participent à ce Tour de Taïwan - deux équipes continentales professionnelles, quinze équipes continentales et cinq équipes nationales :
| Équipes continentales professionnelles | Équipes continentales professionnelles | Équipes continentales professionnelles |
| Nom de l'équipe                        | Pays                                   | Code                                   |
| -------------------------------------- | -------------------------------------- | -------------------------------------- |
| Drapac                                 | Australie                              | DPC                                    |
| Novo Nordisk                           | États-Unis                             | TNN                                    |

| Équipes continentales | Équipes continentales | Équipes continentales |
| Nom de l'équipe       | Pays                  | Code                  |
| --------------------- | --------------------- | --------------------- |
| Avanti Racing         | Nouvelle-Zélande      | ART                   |
| Frøy Bianchi          | Norvège               | FRB                   |
| HKSI                  | Hong Kong             | HKS                   |
| Parkhotel Valkenburg  | Pays-Bas              | PVC                   |
| Pishgaman Giant       | Iran                  | PKY                   |
| RTS-Santic Racing     | Taipei chinois        | RTS                   |
| SmartStop             | États-Unis            | SSC                   |
| Stölting              | Allemagne             | STG                   |
| Synergy Baku Project  | Azerbaïdjan           | BCP                   |
| Tabriz Petrochemical  | Iran                  | TPT                   |
| Ukyo                  | Japon                 | UKO                   |
| Utsunomiya Blitzen    | Japon                 | BLZ                   |
| Veranclassic-Ekoï     | Belgique              | VER                   |
| Vino 4-ever           | Kazakhstan            | V4E                   |
| Vorarlberg            | Autriche              | VBG                   |

| Équipes nationales                 | Équipes nationales | Équipes nationales |
| Nom de l'équipe                    | Pays               | Code               |
| ---------------------------------- | ------------------ | ------------------ |
| Équipe nationale de Corée du Sud   | Corée du Sud       | KOR                |
| Équipe nationale du Japon          | Japon              | JPN                |
| Équipe nationale d'Ouzbékistan     | Ouzbékistan        | UZB                |
| Équipe nationale de Taipei chinois | Taipei chinois     | TPE                |
| Équipe nationale de Thaïlande      | Thaïlande          | THA                |

## Étapes
| Étape     | Date    | Villes étapes                 |                   | Distance (km) | Vainqueur d’étape | Leader du classement général |
| --------- | ------- | ----------------------------- | ----------------- | ------------- | ----------------- | ---------------------------- |
| 1re étape | 22 mars | Taipei - Taipei               | Étape de plaine   | 52            | Wouter Wippert    | Wouter Wippert               |
| 2e étape  | 23 mars | Taoyuan - Taoyuan             | Étape vallonnée   | 119,3         | Patrick Bevin     | Patrick Bevin                |
| 3e étape  | 24 mars | Changhua - Changhua           | Étape de plaine   | 131,8         | Wouter Wippert    | Patrick Bevin                |
| 4e étape  | 25 mars | Yuchi - Yu Shan National Park | Étape de montagne | 102,8         | Samad Poor Seiedi | Samad Poor Seiedi            |
| 5e étape  | 26 mars | Tainan - Baie de Dàyà         | Étape de plaine   | 177,6         | Tino Thömel       | Samad Poor Seiedi            |

## Déroulement de la course

### 1reétape
| Classement de l'étape | Classement de l'étape | Classement de l'étape | Classement de l'étape              | Classement de l'étape |
|                       | Coureur               | Pays                  | Équipe                             | Temps                 |
| --------------------- | --------------------- | --------------------- | ---------------------------------- | --------------------- |
| 1er                   | Wouter Wippert        | Pays-Bas              | Drapac                             | en 1 h 4 min 54 s     |
| 2e                    | Aldo Ino Ilešič       | Slovénie              | Vorarlberg                         | m.t                   |
| 3e                    | Park Keon-woo         | Corée du Sud          | Équipe nationale de Corée du Sud   | m.t                   |
| 4e                    | Marco Zanotti         | Italie                | Parkhotel Valkenburg               | m.t                   |
| 5e                    | Wu Po-hung            | Taipei chinois        | Équipe nationale de Taipei chinois | m.t                   |
| 6e                    | Nikolai Tefre         | Norvège               | Frøy Bianchi                       | m.t                   |
| 7e                    | Oleksandr Surutkovych | Ukraine               | Synergy Baku Project               | m.t                   |
| 8e                    | Neil Van der Ploeg    | Australie             | Avanti Racing                      | m.t                   |
| 9e                    | Kazushige Kuboki      | Japon                 | Ukyo                               | m.t                   |
| 10e                   | Yasuharu Nakajima     | Japon                 | Équipe nationale du Japon          | m.t                   |
| modifier              |                       |                       |                                    |                       |

| Classement général | Classement général | Classement général | Classement général               | Classement général |
|                    | Coureur            | Pays               | Équipe                           | Temps              |
| ------------------ | ------------------ | ------------------ | -------------------------------- | ------------------ |
| 1er                | Wouter Wippert     | Pays-Bas           | Drapac                           | en 1 h 4 min 44 s  |
| 2e                 | Aldo Ino Ilešič    | Slovénie           | Vorarlberg                       | + 4 s              |
| 3e                 | Park Keon-woo      | Corée du Sud       | Équipe nationale de Corée du Sud | + 6 s              |
| 4e                 | Marco Zanotti      | Italie             | Parkhotel Valkenburg             | + 7 s              |
| 5e                 | Patrick Bevin      | Nouvelle-Zélande   | Avanti Racing                    | + 7 s              |
| 6e                 | Jurgen van Diemen  | Pays-Bas           | Parkhotel Valkenburg             | + 7 s              |
| 7e                 | Samir Jabrayilov   | Azerbaïdjan        | Synergy Baku Project             | + 7 s              |
| 8e                 | Neil Van der Ploeg | Australie          | Avanti Racing                    | + 8 s              |
| 9e                 | Víctor de la Parte | Espagne            | Vorarlberg                       | + 8 s              |
| 10e                | Boris Shpilevsky   | Russie             | RTS-Santic Racing                | + 9 s              |
| modifier           |                    |                    |                                  |                    |

### 2eétape
| Classement de l'étape | Classement de l'étape  | Classement de l'étape | Classement de l'étape | Classement de l'étape |
|                       | Coureur                | Pays                  | Équipe                | Temps                 |
| --------------------- | ---------------------- | --------------------- | --------------------- | --------------------- |
| 1er                   | Patrick Bevin          | Nouvelle-Zélande      | Avanti Racing         | en 2 h 50 min 32 s    |
| 2e                    | Hossein Askari         | Iran                  | Pishgaman Giant       | + 2 s                 |
| 3e                    | Samad Poor Seiedi      | Iran                  | Tabriz Petrochemical  | + 12 s                |
| 4e                    | Rahim Ememi            | Iran                  | Pishgaman Giant       | + 26 s                |
| 5e                    | Marco Zanotti          | Italie                | Parkhotel Valkenburg  | + 30 s                |
| 6e                    | Jasper Ockeloen        | Pays-Bas              | Parkhotel Valkenburg  | + 30 s                |
| 7e                    | Travis Meyer           | Australie             | Drapac                | + 30 s                |
| 8e                    | Aleksandr Chouchemoïne | Kazakhstan            | Vino 4-ever           | + 30 s                |
| 9e                    | Yukihiro Doi           | Japon                 | Ukyo                  | + 30 s                |
| 10e                   | Víctor de la Parte     | Espagne               | Vorarlberg            | + 30 s                |
| modifier              |                        |                       |                       |                       |

| Classement général | Classement général     | Classement général | Classement général   | Classement général |
|                    | Coureur                | Pays               | Équipe               | Temps              |
| ------------------ | ---------------------- | ------------------ | -------------------- | ------------------ |
| 1er                | Patrick Bevin          | Nouvelle-Zélande   | Avanti Racing        | en 3 h 55 min 13 s |
| 2e                 | Hossein Askari         | Iran               | Pishgaman Giant      | + 9 s              |
| 3e                 | Samad Poor Seiedi      | Iran               | Tabriz Petrochemical | + 21 s             |
| 4e                 | Rahim Ememi            | Iran               | Pishgaman Giant      | + 39 s             |
| 5e                 | Marco Zanotti          | Italie             | Parkhotel Valkenburg | + 40 s             |
| 6e                 | Víctor de la Parte     | Espagne            | Vorarlberg           | + 41 s             |
| 7e                 | Yukihiro Doi           | Japon              | Ukyo                 | + 43 s             |
| 8e                 | Aleksandr Chouchemoïne | Kazakhstan         | Vino 4-ever          | + 43 s             |
| 9e                 | Travis Meyer           | Australie          | Drapac               | + 43 s             |
| 10e                | Jasper Ockeloen        | Pays-Bas           | Parkhotel Valkenburg | + 43 s             |
| modifier           |                        |                    |                      |                    |

### 3eétape
| Classement de l'étape | Classement de l'étape | Classement de l'étape | Classement de l'étape            | Classement de l'étape |
|                       | Coureur               | Pays                  | Équipe                           | Temps                 |
| --------------------- | --------------------- | --------------------- | -------------------------------- | --------------------- |
| 1er                   | Wouter Wippert        | Pays-Bas              | Drapac                           | en 3 h 1 min 45 s     |
| 2e                    | Ioánnis Tamourídis    | Grèce                 | Synergy Baku Project             | + 0 s                 |
| 3e                    | Samad Poor Seiedi     | Iran                  | Tabriz Petrochemical             | + 0 s                 |
| 4e                    | Patrick Bevin         | Nouvelle-Zélande      | Avanti Racing                    | + 0 s                 |
| 5e                    | Yukihiro Doi          | Japon                 | Ukyo                             | + 3 s                 |
| 6e                    | Jure Kocjan           | Slovénie              | SmartStop                        | + 3 s                 |
| 7e                    | Hideto Nakane         | Japon                 | Équipe nationale du Japon        | + 3 s                 |
| 8e                    | Marco Zanotti         | Italie                | Parkhotel Valkenburg             | + 3 s                 |
| 9e                    | Aldo Ino Ilešič       | Slovénie              | Vorarlberg                       | + 3 s                 |
| 10e                   | Park Keon-woo         | Corée du Sud          | Équipe nationale de Corée du Sud | + 3 s                 |
| modifier              |                       |                       |                                  |                       |

| Classement général | Classement général     | Classement général | Classement général   | Classement général |
|                    | Coureur                | Pays               | Équipe               | Temps              |
| ------------------ | ---------------------- | ------------------ | -------------------- | ------------------ |
| 1er                | Patrick Bevin          | Nouvelle-Zélande   | Avanti Racing        | en 6 h 56 min 58 s |
| 2e                 | Hossein Askari         | Iran               | Pishgaman Giant      | + 12 s             |
| 3e                 | Samad Poor Seiedi      | Iran               | Tabriz Petrochemical | + 17 s             |
| 4e                 | Marco Zanotti          | Italie             | Parkhotel Valkenburg | + 43 s             |
| 5e                 | Víctor de la Parte     | Espagne            | Vorarlberg           | + 44 s             |
| 6e                 | Yukihiro Doi           | Japon              | Ukyo                 | + 46 s             |
| 7e                 | Aleksandr Chouchemoïne | Kazakhstan         | Vino 4-ever          | + 46 s             |
| 8e                 | Travis Meyer           | Australie          | Drapac               | + 46 s             |
| 9e                 | Jasper Ockeloen        | Pays-Bas           | Parkhotel Valkenburg | + 46 s             |
| 10e                | Darren Lapthorne       | Australie          | Drapac               | + 54 s             |
| modifier           |                        |                    |                      |                    |

### 4eétape
| Classement de l'étape | Classement de l'étape | Classement de l'étape | Classement de l'étape | Classement de l'étape |
|                       | Coureur               | Pays                  | Équipe                | Temps                 |
| --------------------- | --------------------- | --------------------- | --------------------- | --------------------- |
| 1er                   | Samad Poor Seiedi     | Iran                  | Tabriz Petrochemical  | en 3 h 12 min 42 s    |
| 2e                    | Rahim Ememi           | Iran                  | Pishgaman Giant       | + 2 s                 |
| 3e                    | Ghader Mizbani        | Iran                  | Tabriz Petrochemical  | + 16 s                |
| 4e                    | Hossein Askari        | Iran                  | Pishgaman Giant       | + 25 s                |
| 5e                    | Oleg Zemlyakov        | Kazakhstan            | Vino 4-ever           | + 1 min 52 s          |
| 6e                    | Patrick Bevin         | Nouvelle-Zélande      | Avanti Racing         | + 1 min 57 s          |
| 7e                    | Arvin Moazemi         | Iran                  | Pishgaman Giant       | + 1 min 57 s          |
| 8e                    | Travis Meyer          | Australie             | Drapac                | + 1 min 57 s          |
| 9e                    | Rob Britton           | Canada                | SmartStop             | + 1 min 57 s          |
| 10e                   | Amir Kolahdozhagh     | Iran                  | Tabriz Petrochemical  | + 1 min 57 s          |
| modifier              |                       |                       |                       |                       |

| Classement général | Classement général | Classement général | Classement général               | Classement général |
|                    | Coureur            | Pays               | Équipe                           | Temps              |
| ------------------ | ------------------ | ------------------ | -------------------------------- | ------------------ |
| 1er                | Samad Poor Seiedi  | Iran               | Tabriz Petrochemical             | en 10 h 9 min 47 s |
| 2e                 | Hossein Askari     | Iran               | Pishgaman Giant                  | + 30 s             |
| 3e                 | Rahim Ememi        | Iran               | Pishgaman Giant                  | + 46 s             |
| 4e                 | Patrick Bevin      | Nouvelle-Zélande   | Avanti Racing                    | + 1 min 50 s       |
| 5e                 | Víctor de la Parte | Espagne            | Vorarlberg                       | + 2 min 34 s       |
| 6e                 | Yukihiro Doi       | Japon              | Ukyo                             | + 2 min 36 s       |
| 7e                 | Travis Meyer       | Australie          | Drapac                           | + 2 min 36 s       |
| 8e                 | Jasper Ockeloen    | Pays-Bas           | Parkhotel Valkenburg             | + 2 min 36 s       |
| 9e                 | Choe Hyeong-min    | Corée du Sud       | Équipe nationale de Corée du Sud | + 2 min 48 s       |
| 10e                | Rob Britton        | Canada             | SmartStop                        | + 2 min 51 s       |
| modifier           |                    |                    |                                  |                    |

### 5eétape
| Classement de l'étape | Classement de l'étape | Classement de l'étape | Classement de l'étape              | Classement de l'étape |
|                       | Coureur               | Pays                  | Équipe                             | Temps                 |
| --------------------- | --------------------- | --------------------- | ---------------------------------- | --------------------- |
| 1er                   | Tino Thömel           | Allemagne             | RTS-Santic Racing                  | en 4 h 0 min 47 s     |
| 2e                    | Wouter Wippert        | Pays-Bas              | Drapac                             | m.t                   |
| 3e                    | Ioánnis Tamourídis    | Grèce                 | Synergy Baku Project               | m.t                   |
| 4e                    | Wu Po-hung            | Taipei chinois        | Équipe nationale de Taipei chinois | m.t                   |
| 5e                    | Aldo Ino Ilešič       | Slovénie              | Vorarlberg                         | m.t                   |
| 6e                    | Patrick Bevin         | Nouvelle-Zélande      | Avanti Racing                      | m.t                   |
| 7e                    | Jang Sun-jae          | Corée du Sud          | RTS-Santic Racing                  | m.t                   |
| 8e                    | Park Keon-woo         | Corée du Sud          | Équipe nationale de Corée du Sud   | m.t                   |
| 9e                    | Yevgeniy Gidich       | Kazakhstan            | Vino 4-ever                        | m.t                   |
| 10e                   | Marco Zanotti         | Italie                | Parkhotel Valkenburg               | m.t                   |
| modifier              |                       |                       |                                    |                       |

## Classements finals

### Classement général final
| Classement général final | Classement général final | Classement général final | Classement général final         | Classement général final |
|                          | Coureur                  | Pays                     | Équipe                           | Temps                    |
| ------------------------ | ------------------------ | ------------------------ | -------------------------------- | ------------------------ |
| 1er                      | Samad Poor Seiedi        | Iran                     | Tabriz Petrochemical             | en 14 h 10 min 34 s      |
| 2e                       | Hossein Askari           | Iran                     | Pishgaman Giant                  | + 30 s                   |
| 3e                       | Rahim Ememi              | Iran                     | Pishgaman Giant                  | + 46 s                   |
| 4e                       | Patrick Bevin            | Nouvelle-Zélande         | Avanti Racing                    | + 1 min 50 s             |
| 5e                       | Víctor de la Parte       | Espagne                  | Vorarlberg                       | + 2 min 34 s             |
| 6e                       | Yukihiro Doi             | Japon                    | Ukyo                             | + 2 min 36 s             |
| 7e                       | Jasper Ockeloen          | Pays-Bas                 | Parkhotel Valkenburg             | + 2 min 36 s             |
| 8e                       | Travis Meyer             | Australie                | Drapac                           | + 2 min 36 s             |
| 9e                       | Choe Hyeong-min          | Corée du Sud             | Équipe nationale de Corée du Sud | + 2 min 48 s             |
| 10e                      | Rob Britton              | Canada                   | SmartStop                        | + 2 min 51 s             |
| modifier                 |                          |                          |                                  |                          |

### Classements annexes
| Classement par points | Classement par points | Classement par points | Classement par points | Classement par points |
| --------------------- | --------------------- | --------------------- | --------------------- | --------------------- |
|                       | Coureur               | Pays                  | Équipe                | Point(s)              |
| 1er                   | Patrick Bevin         | Nouvelle-Zélande      | Avanti Racing         | 52 points             |
| 2e                    | Wouter Wippert        | Pays-Bas              | Drapac                | 44 pts                |
| 3e                    | Ioánnis Tamourídis    | Grèce                 | Synergy Baku Project  | 42 pts                |
| modifier              |                       |                       |                       |                       |

| Classement de la montagne | Classement de la montagne | Classement de la montagne | Classement de la montagne | Classement de la montagne |
| ------------------------- | ------------------------- | ------------------------- | ------------------------- | ------------------------- |
|                           | Coureur                   | Pays                      | Équipe                    | Point(s)                  |
| 1er                       | Samad Poor Seiedi         | Iran                      | Tabriz Petrochemical      | 52 points                 |
| 2e                        | Patrick Bevin             | Nouvelle-Zélande          | Avanti Racing             | 39 pts                    |
| 3e                        | Rahim Ememi               | Iran                      | Pishgaman Giant           | 28 pts                    |
| modifier                  |                           |                           |                           |                           |

| Classement du meilleur Asiatique | Classement du meilleur Asiatique | Classement du meilleur Asiatique | Classement du meilleur Asiatique | Classement du meilleur Asiatique |
|                                  | Coureur                          | Pays                             | Équipe                           | Temps                            |
| -------------------------------- | -------------------------------- | -------------------------------- | -------------------------------- | -------------------------------- |
| 1er                              | Samad Poor Seiedi                | Iran                             | Tabriz Petrochemical             | en 14 h 10 min 34 s              |
| 2e                               | Hossein Askari                   | Iran                             | Pishgaman Giant                  | + 30 s                           |
| 3e                               | Rahim Ememi                      | Iran                             | Pishgaman Giant                  | + 46 s                           |
| modifier                         |                                  |                                  |                                  |                                  |

| Classement par équipes | Classement par équipes | Classement par équipes | Classement par équipes |
|                        | Équipe                 | Pays                   | Temps                  |
| ---------------------- | ---------------------- | ---------------------- | ---------------------- |
| 1re                    | Pishgaman Giant        | Iran                   | en 42 h 36 min 13 s    |
| 2e                     | Tabriz Petrochemical   | Iran                   | + 4 min 1 s            |
| 3e                     | Vino 4-ever            | Kazakhstan             | + 9 min 31 s           |
| modifier               |                        |                        |                        |

### UCI Asia Tour
Ce Tour de Taïwan attribue des points pour l'UCI Asia Tour 2015, par équipes seulement aux coureurs des équipes continentales professionnelles et continentales, individuellement à tous les coureurs sauf ceux faisant partie d'une équipe ayant un label WorldTeam.
| Position,          | 1er | 2e | 3e | 4e | 5e | 6e | 7e | 8e | 9e | 10e | 11e | 12e |
| Classement général | 80  | 56 | 32 | 24 | 20 | 16 | 12 | 8  | 7  | 6   | 5   | 3   |
| Par étape          | 16  | 11 | 6  | 5  | 4  | 2  |    |    |    |     |     |     |
| Leader, par étape  | 8   |    |    |    |    |    |    |    |    |     |     |     |

| Cycliste           | Équipe                             | Général | Étape | Leader | Total |
| ------------------ | ---------------------------------- | ------- | ----- | ------ | ----- |
| Samad Poor Seiedi  | Tabriz Petrochemical               | 80      | 28    | 8      | 116   |
| Hossein Askari     | Pishgaman Giant                    | 56      | 16    | -      | 72    |
| Patrick Bevin      | Avanti Racing                      | 24      | 25    | 16     | 65    |
| Wouter Wippert     | Drapac                             | -       | 43    | 8      | 51    |
| Rahim Ememi        | Pishgaman Giant                    | 32      | 16    | -      | 48    |
| Víctor de la Parte | Vorarlberg                         | 20      | -     | -      | 20    |
| Yukihiro Doi       | Ukyo                               | 16      | 4     | -      | 20    |
| Ioánnis Tamourídis | Synergy Baku Project               | -       | 17    | -      | 17    |
| Tino Thömel        | RTS-Santic Racing                  | -       | 16    | -      | 16    |
| Aldo Ino Ilešič    | Vorarlberg                         | -       | 15    | -      | 15    |
| Jasper Ockeloen    | Parkhotel Valkenburg               | 12      | 2     | -      | 14    |
| Wu Po-hung         | Équipe nationale de Taipei chinois | -       | 9     | -      | 9     |
| Marco Zanotti      | Parkhotel Valkenburg               | -       | 9     | -      | 9     |
| Oleg Zemlyakov     | Vino 4-ever                        | 5       | 4     | -      | 9     |
| Travis Meyer       | Drapac                             | 8       | -     | -      | 8     |
| Choe Hyeong-min    | Équipe nationale de Corée du Sud   | 7       | -     | -      | 7     |
| Rob Britton        | SmartStop                          | 6       | -     | -      | 6     |
| Park Keon-woo      | Équipe nationale de Corée du Sud   | -       | 6     | -      | 6     |
| Ghader Mizbani     | Tabriz Petrochemical               | -       | 6     | -      | 6     |
| Ilya Gorodnichev   | RTS-Santic Racing                  | 3       | -     | -      | 3     |
| Jure Kocjan        | SmartStop                          | -       | 2     | -      | 2     |
| Nikolai Tefre      | Frøy Bianchi                       | -       | 2     | -      | 2     |

## Évolution des classements
| Étape              | Vainqueur          | Classement général | Classement par points | Classement de la montagne | Classement du meilleur Asiatique | Classement par équipes |
| ------------------ | ------------------ | ------------------ | --------------------- | ------------------------- | -------------------------------- | ---------------------- |
| 1                  | Wouter Wippert     | Wouter Wippert     | Marco Zanotti         | Non décerné               | Park Keon-woo                    | Synergy Baku Project   |
| 2                  | Patrick Bevin      | Patrick Bevin      | Marco Zanotti         | Patrick Bevin             | Hossein Askari                   | Pishgaman Giant        |
| 3                  | Wouter Wippert     | Patrick Bevin      | Marco Zanotti         | Patrick Bevin             | Hossein Askari                   | Pishgaman Giant        |
| 4                  | Samad Poor Seiedi  | Samad Poor Seiedi  | Patrick Bevin         | Samad Poor Seiedi         | Samad Poor Seiedi                | Pishgaman Giant        |
| 5                  | Tino Thömel        | Samad Poor Seiedi  | Patrick Bevin         | Samad Poor Seiedi         | Samad Poor Seiedi                | Pishgaman Giant        |
| Classements finals | Classements finals | Samad Poor Seiedi  | Patrick Bevin         | Samad Poor Seiedi         | Samad Poor Seiedi                | Pishgaman Giant        |

## Liste des participants
- Liste de départ complète

| Légende                             | Légende                                                                                                  | Légende                          | Légende                                                                                        |
| ----------------------------------- | --- | -------------------------------- | ---------------------------------------------------------------------------------------------- |
| Num                                 | Dossard de départ porté par le coureur sur ce Tour de Taïwan                                             | Pos                              | Position finale au classement général                                                          |
| Leader du classement général        | Indique le vainqueur du classement général                                                               | Leader du classement par points  | Indique le vainqueur du classement par points                                                  |
| Leader du classement de la montagne | Indique le vainqueur du classement de la montagne                                                        | Leader du classement des sprints | Indique le vainqueur du classement du meilleur Asiatique                                       |
|                                     | Indique un maillot de champion national ou mondial, suivi de sa spécialité                               | #                                | Indique la meilleure équipe                                                                    |
| NP                                  | Indique un coureur qui n'a pas pris le départ d'une étape, suivi du numéro de l'étape où il s'est retiré | AB                               | Indique un coureur qui n'a pas terminé une étape, suivi du numéro de l'étape oùil s'est retiré |
| HD                                  | Indique un coureur qui a terminé une étape hors des délais, suivi du numéro de l'étape                   | DSQ                              | Indique un coureur qui a été disqualifié de la course, suivi du numéro de l'étape              |

| Parkhotel Valkenburg PVC       | Parkhotel Valkenburg PVC | Parkhotel Valkenburg PVC |
| ------------------------------ | ------------------------ | ------------------------ |
| Num                            | Coureur                  | Pos                      |
| 1                              | Jasper Ockeloen (NED)    | 7e                       |
| 2                              | Jurgen van Diemen (NED)  | 50e                      |
| 3                              | Marco Zanotti (ITA)      | 27e                      |
| 4                              | Bob Schoonbroodt (NED)   | 44e                      |
| 5                              | Peter Schulting (NED)    | AB-2                     |
| Directeur sportif : Paul Tabak |                          |                          |

| Stölting STG                        | Stölting STG         | Stölting STG |
| ----------------------------------- | -------------------- | ------------ |
| Num                                 | Coureur              | Pos          |
| 11                                  | Jan Oelerich (GER)   | 22e          |
| 12                                  | Thomas Koep (GER)    | 61e          |
| 13                                  | James Early (NZL)    | AB-4         |
| 14                                  | Nils Politt (GER)    | 23e          |
| 15                                  | Jonas Tenbrock (GER) | 49e          |
| Directeur sportif : Gregor Willwohl |                      |              |

| Drapac DPC                      | Drapac DPC               | Drapac DPC |
| ------------------------------- | ------------------------ | ---------- |
| Num                             | Coureur                  | Pos        |
| 21                              | Travis Meyer (AUS)       | 8e         |
| 22                              | Adam Phelan (AUS)        | AB-2       |
| 23                              | Darren Lapthorne (AUS)   | 19e        |
| 24                              | Wouter Wippert (NED)     | 77e        |
| 25                              | Bernard Sulzberger (AUS) | 71e        |
| Directeur sportif : Tom Southam |                          |            |

| Novo Nordisk TNN                    | Novo Nordisk TNN       | Novo Nordisk TNN |
| ----------------------------------- | ---------------------- | ---------------- |
| Num                                 | Coureur                | Pos              |
| 31                                  | Scott Ambrose (NZL)    | 52e              |
| 32                                  | Stephen Clancy (IRL)   | 82e              |
| 33                                  | Corentin Cherhal (FRA) | 78e              |
| 34                                  | Simon Strobel (GER)    | AB-5             |
| 35                                  | James Glasspool (AUS)  | AB-4             |
| Directeur sportif : Pavel Cherkasov |                        |                  |

| Vorarlberg VBG                  | Vorarlberg VBG           | Vorarlberg VBG |
| ------------------------------- | ------------------------ | -------------- |
| Num                             | Coureur                  | Pos            |
| 41                              | Víctor de la Parte (ESP) | 4e             |
| 42                              | Aldo Ino Ilešič (SLO)    | 79e            |
| 43                              | Patrick Jäger (AUT)      | 36e            |
| 44                              | Clément Koretzky (FRA)   | 33e            |
| 45                              | Christoph Springer (GER) | 37e            |
| Directeur sportif : Spas Gyurov |                          |                |

| Frøy Bianchi FRB                       | Frøy Bianchi FRB            | Frøy Bianchi FRB |
| -------------------------------------- | --------------------------- | ---------------- |
| Num                                    | Coureur                     | Pos              |
| 51                                     | Damien Garcia (FRA)         | 24e              |
| 52                                     | Halvor Tandrevold (NOR)     | NP-4             |
| 53                                     | Jon Soeveras Breivold (NOR) | 29e              |
| 54                                     | Nikolai Tefre (NOR)         | 80e              |
| 55                                     | Anders Kristoffersen (NOR)  | 28e              |
| Directeur sportif : Carl Erik Pedersen |                             |                  |

| Synergy Baku Project BCP          | Synergy Baku Project BCP    | Synergy Baku Project BCP |
| --------------------------------- | --------------------------- | ------------------------ |
| Num                               | Coureur                     | Pos                      |
| 61                                | Elchin Asadov (AZE) (Route) | 31e                      |
| 62                                | Oleksandr Surutkovych (UKR) | 17e                      |
| 63                                | Ioánnis Tamourídis (GRE)    | 53e                      |
| 64                                | Samir Jabrayilov (AZE)      | 72e                      |
| 65                                | Markus Eibegger (AUT)       | NP-4                     |
| Directeur sportif : David McQuaid |                             |                          |

| Avanti Racing ART                            | Avanti Racing ART           | Avanti Racing ART |
| -------------------------------------------- | --------------------------- | ----------------- |
| Num                                          | Coureur                     | Pos               |
| 71                                           | Patrick Bevin (NZL)         | 4e                |
| 72                                           | Neil Van der Ploeg (AUS)    | 20e               |
| 73                                           | Joseph Cooper (NZL) (Route) | 47e               |
| 74                                           | Thomas Davison (NZL)        | AB-4              |
| 75                                           | Mark O'Brien (AUS)          | AB-5              |
| Directeur sportif : Andrew Christie-Johnston |                             |                   |

| Bike Aid BAI                        | Bike Aid BAI              | Bike Aid BAI |
| ----------------------------------- | ------------------------- | ------------ |
| Num                                 | Coureur                   | Pos          |
| 91                                  | Jacob Schwingboth (CAN)   | NP-2         |
| 92                                  | Maarten de Jonge (NED)    | NP-4         |
| 93                                  | Yannick Mayer (GER)       | 73e          |
| 94                                  | Christoph Schweizer (GER) | AB-5         |
| 95                                  | Nikodemus Holler (GER)    | 25e          |
| Directeur sportif : Christian Dörle |                           |              |

| Vino 4-ever V4E                     | Vino 4-ever V4E              | Vino 4-ever V4E |
| ----------------------------------- | ---------------------------- | --------------- |
| Num                                 | Coureur                      | Pos             |
| 101                                 | Oleg Zemlyakov (KAZ)         | 11e             |
| 102                                 | Taras Voropayev (KAZ)        | 41e             |
| 103                                 | Aleksandr Chouchemoïne (KAZ) | 15e             |
| 104                                 | Stepan Astafyev (KAZ)        | 21e             |
| 105                                 | Yevgeniy Gidich (KAZ)        | 38e             |
| Directeur sportif : Sergey Danniker |                              |                 |

| SmartStop SSC                         | SmartStop SSC               | SmartStop SSC |
| ------------------------------------- | --------------------------- | ------------- |
| Num                                   | Coureur                     | Pos           |
| 111                                   | Jure Kocjan (SLO)           | 48e           |
| 112                                   | Zachary Bell (CAN)          | 54e           |
| 113                                   | Eric Marcotte (USA) (Route) | 63e           |
| 114                                   | Julian Kyer (USA)           | 76e           |
| 115                                   | Rob Britton (CAN)           | 10e           |
| Directeur sportif : Michael Roecklein |                             |               |

| Ukyo UKO                          | Ukyo UKO                 | Ukyo UKO |
| --------------------------------- | ------------------------ | -------- |
| Num                               | Coureur                  | Pos      |
| 121                               | Yukihiro Doi (JPN)       | 6e       |
| 122                               | Pablo Urtasun (ESP)      | 81e      |
| 123                               | Kazushige Kuboki (JPN)   | 58e      |
| 124                               | Salvador Guardiola (ESP) | 39e      |
| 125                               | Óscar Pujol (ESP)        | 69e      |
| Directeur sportif : Ukyo Katayama |                          |          |

| Utsunomiya Blitzen BLZ             | Utsunomiya Blitzen BLZ | Utsunomiya Blitzen BLZ |
| ---------------------------------- | ---------------------- | ---------------------- |
| Num                                | Coureur                | Pos                    |
| 131                                | Nariyuki Masuda (JPN)  | 60e                    |
| 132                                | Yuzuru Suzuki (JPN)    | 59e                    |
| 133                                | Takayuki Abe (JPN)     | 86e                    |
| 134                                | Shinri Suzuki (JPN)    | AB-5                   |
| 135                                | Kazuki Aoyanagi (JPN)  | AB-4                   |
| Directeur sportif : Yusuke Shimizu |                        |                        |

| Tabriz Petrochemical TPT                | Tabriz Petrochemical TPT | Tabriz Petrochemical TPT |
| --------------------------------------- | ------------------------ | ------------------------ |
| Num                                     | Coureur                  | Pos                      |
| 141                                     | Ghader Mizbani (IRI)     | 16e                      |
| 142                                     | Samad Poor Seiedi (IRI)  | 1er                      |
| 143                                     | Amir Kolahdozhagh (IRI)  | 13e                      |
| 144                                     | Mahdi Sohrabi (IRI)      | 45e                      |
| 145                                     | Ahad Kazemi (IRI)        | DSQ-2                    |
| Directeur sportif : Hassan Mohammadpour |                          |                          |

| RTS-Santic Racing RTS              | RTS-Santic Racing RTS    | RTS-Santic Racing RTS |
| ---------------------------------- | ------------------------ | --------------------- |
| Num                                | Coureur                  | Pos                   |
| 151                                | Boris Shpilevsky (RUS)   | HD-2                  |
| 152                                | Jang Sun-jae (KOR)       | 42e                   |
| 153                                | Vladimir Zagorodny (RUS) | 74e                   |
| 154                                | Ilya Gorodnichev (RUS)   | 12e                   |
| 155                                | Tino Thömel (GER)        | 75e                   |
| Directeur sportif : Chaiya Moondet |                          |                       |

| Pishgaman Giant # PKY               | Pishgaman Giant # PKY     | Pishgaman Giant # PKY |
| ----------------------------------- | ------------------------- | --------------------- |
| Num                                 | Coureur                   | Pos                   |
| 161                                 | Amir Zargari (IRI)        | 14e                   |
| 162                                 | Hossein Askari (IRI)      | 2e                    |
| 163                                 | Hamid Beikkhormizi (IRI)  | 83e                   |
| 164                                 | Arvin Moazemi (IRI)       | 18e                   |
| 165                                 | Rahim Ememi (IRI) (Route) | 3e                    |
| Directeur sportif : Mahmoud Hozouri |                           |                       |

| Équipe nationale du Japon JPN   | Équipe nationale du Japon JPN | Équipe nationale du Japon JPN |
| ------------------------------- | ----------------------------- | ----------------------------- |
| Num                             | Coureur                       | Pos                           |
| 171                             | Kōhei Uchima (JPN)            | 62e                           |
| 172                             | Yasuharu Nakajima (JPN)       | 70e                           |
| 173                             | Junya Sano (JPN)              | AB-2                          |
| 174                             | Shotaro Iribe (JPN)           | AB-4                          |
| 175                             | Hideto Nakane (JPN)           | 32e                           |
| Directeur sportif : Akira Asada |                               |                               |

| Équipe nationale d'Ouzbékistan UZB       | Équipe nationale d'Ouzbékistan UZB | Équipe nationale d'Ouzbékistan UZB |
| ---------------------------------------- | ---------------------------------- | ---------------------------------- |
| Num                                      | Coureur                            | Pos                                |
| 181                                      | Vladislav Galyanov (UZB)           | AB-5                               |
| 182                                      | Muradian Khalmuratov (UZB)         | 26e                                |
| 183                                      | Vadim Shaekov (UZB)                | 64e                                |
| 184                                      | Yusup Abrekov (UZB)                | 67e                                |
| 185                                      | Abdullojon Akparov (UZB)           | 35e                                |
| Directeur sportif : Vladislav Iskandarov |                                    |                                    |

| Équipe nationale de Thaïlande THA | Équipe nationale de Thaïlande THA | Équipe nationale de Thaïlande THA |
| --------------------------------- | --------------------------------- | --------------------------------- |
| Num                               | Coureur                           | Pos                               |
| 191                               | Peerapong Ladngern (THA)          | AB-4                              |
| 192                               | Phuchong Sai-udomsin (THA)        | 87e                               |
| 193                               | Nawuti Liphongyu (THA)            | 43e                               |
| 194                               | Setthawut Yordsuwan (THA)         | HD-2                              |
| 195                               | Sarawut Sirironnachai (THA)       | 34e                               |
| Directeur sportif : Xiaole Li     |                                   |                                   |

| Équipe nationale de Corée du Sud KOR | Équipe nationale de Corée du Sud KOR | Équipe nationale de Corée du Sud KOR |
| ------------------------------------ | ------------------------------------ | ------------------------------------ |
| Num                                  | Coureur                              | Pos                                  |
| 201                                  | Choe Hyeong-min (KOR)                | 9e                                   |
| 202                                  | Min Kyeong-ho (KOR)                  | AB-2                                 |
| 203                                  | Kim Ok-cheol (KOR)                   | 30e                                  |
| 204                                  | Shin Don-gin (KOR)                   | 51e                                  |
| 205                                  | Park Keon-woo (KOR)                  | 55e                                  |
| Directeur sportif : Eunchul Do       |                                      |                                      |

| Équipe nationale de Taipei chinois TPE | Équipe nationale de Taipei chinois TPE | Équipe nationale de Taipei chinois TPE |
| -------------------------------------- | -------------------------------------- | -------------------------------------- |
| Num                                    | Coureur                                | Pos                                    |
| 211                                    | Feng Chun-kai (TPE)                    | 66e                                    |
| 212                                    | Wu Po-hung (TPE)                       | 46e                                    |
| 213                                    | Liu Shu-ming (TPE)                     | 84e                                    |
| 214                                    | Liu Ching-eng (TPE)                    | 85e                                    |
| 215                                    | Peng Yuan-tang (TPE)                   | 68e                                    |
| Directeur sportif : David McCook       |                                        |                                        |

| HKSI HKS                          | HKSI HKS              | HKSI HKS |
| --------------------------------- | --------------------- | -------- |
| Num                               | Coureur               | Pos      |
| 221                               | Ko Siu Wai (HKG)      | NP-4     |
| 222                               | Ho Burr (HKG)         | 40e      |
| 223                               | Mow Ching Ying (HKG)  | 56e      |
| 224                               | Chiu Ho San (HKG)     | 65e      |
| 225                               | Leung Chun Wing (HKG) | 57e      |
| Directeur sportif : Shen Jin Kang |                       |          |